# Mandeep Dhillon
Mandeep Dhillon (* 21. Dezember 1990 in Letchworth Garden City) ist eine britische Schauspielerin indischer Abstammung.

## Leben
Mandeep Dhillon hat keine professionelle Schauspiel-Ausbildung genossen, war aber in der Schule in der Theater-AG aktiv. 2010 wurde sie durch ein Casting für das TV-Drama Some Dogs Bite entdeckt. Bekanntere Rollen waren das Schulmädchen Saz Kaur in der Comedyserie Some Girls, Dacia in Wolfblood oder Constable Corwi in The City & The City. Sie ist auch als Theaterschauspielerin am Londoner Bush-Theater aktiv.

## Filmografie (Auswahl)
- 2010: Manche Hunde beißen (Some Dogs Bite)
- 2012–2014: Some Girls (Fernsehserie, 18 Folgen)
- 2013: Whitechapel (Fernsehserie, 2 Folgen)
- 2014: 24: Live Another Day (Fernsehserie, 7 Folgen)
- 2014: Wolfblood – Verwandlung bei Vollmond (Wolfblood, Fernsehserie, 9 Folgen)
- 2015: Fried (Fernsehserie, 6 Folgen)
- 2017: Finding Fatimah
- 2018: The City & The City (Miniserie, 4 Folgen)
- 2019: Star Wars: Der Aufstieg Skywalkers (Star Wars: The Rise of Skywalker)
- 2019–2020: After Life (Fernsehserie, 12 Folgen)
- 2020: Nur für Erwachsene (Adult Material, Miniserie, 3 Folgen)
- 2021–2024: CSI: Vegas (Fernsehserie)
- seit 2025: MobLand – Familie bis aufs Blut (MobLand, Fernsehserie)